# Erminów (gromada)
Erminów – dawna gromada, czyli najmniejsza jednostka podziału terytorialnego Polskiej Rzeczypospolitej Ludowej w latach 1954–1972.
Gromady, z gromadzkimi radami narodowymi (GRN) jako organami władzy najniższego stopnia na wsi, funkcjonowały od reformy reorganizującej administrację wiejską przeprowadzonej jesienią 1954 do momentu ich zniesienia z dniem 1 stycznia 1973, tym samym wypierając organizację gminną w latach 1954–1972.
Gromadę Erminów z siedzibą GRN w Erminowie utworzono – jako jedną z 8759 gromad na obszarze Polski – w powiecie sochaczewskim w woj. warszawskim, na mocy uchwały nr VI/10/4/54 WRN w Warszawie z dnia 5 października 1954. W skład jednostki weszły obszary dotychczasowych gromad Antoniew i Dachowa ze zniesionej gminy Kozłów Biskupi oraz obszary dotychczasowych gromad Bronisławy, Erminów i Konstantynów, ponadto wieś Bogumiłe Towarzystwo, wieś Złoty Potok Towarzystwo i Parcele Szwarocin z dotychczasowej gromady Szwarocin, Parcele Ćmiszew z dotychczasowej gromady Ćmiszew oraz wieś Józin Ćmiszewski (enklawa położona w dotychczasowej gromadze Ćmiszew) z dotychczasowej gromady Józin ze zniesionej gminy Rybno w tymże powiecie. Dla gromady ustalono 11 członków gromadzkiej rady narodowej.
31 grudnia 1959 z gromady Erminów wyłączono (a) wieś Antoniew, włączając ją do gromady Zakrzew oraz (b) wieś Dachowa, włączając ją do gromady Kąty w tymże powiecie, po czym gromadę Erminów zniesiono a jej (pozostały) obszar włączono do gromady Rybno tamże.